# Schisandra parapropinqua
Schisandra parapropinqua är en tvåhjärtbladig växtart som beskrevs av Z.R.Yang och Q.Lin. Schisandra parapropinqua ingår i släktet Schisandra och familjen Schisandraceae. Inga underarter finns listade.